# Monteur

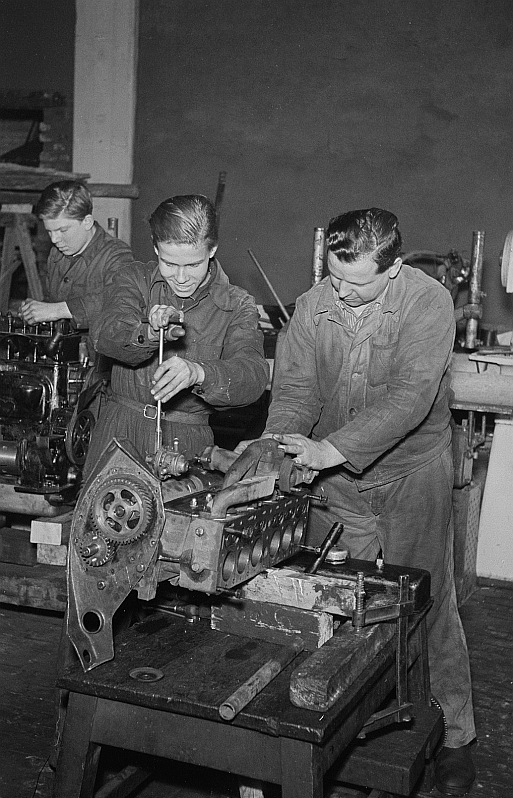
Automonteur die een verbrandingsmotor repareert (1952)

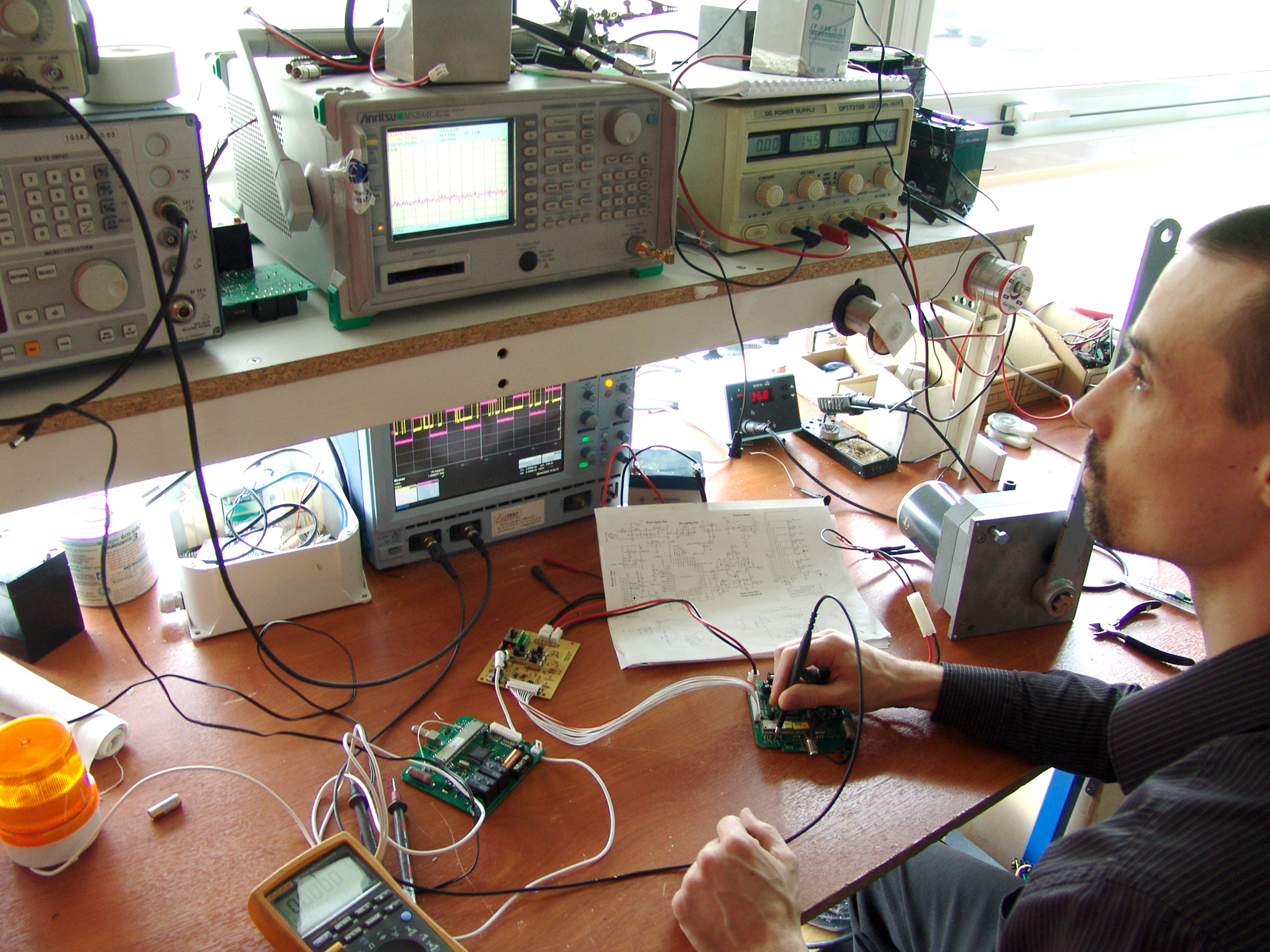
Maar een elektromonteur blijft ver van vet en olie

Een monteur is een technisch onderlegd en meestal in die richting ook geschoold persoon, die technische installaties bouwt, het onderhoud doet en er zo nodig reparaties aan verricht. Het kan uiteenlopende typen installaties betreffen. Het is een beroep.
Specialisaties zijn onder meer: automonteur, servicemonteur, cv-monteur of verwarmingsmonteur, onderhoudsmonteur, beveiligingsmonteur, storingsmonteur, installatiemonteur, bandenmonteur, elektromonteur, vliegtuigmonteur en dergelijke.
Op grote schepen spreekt men in dit verband van een scheepswerktuigkundige.
Minder frequent wordt de term demonteur gebruikt voor het demonteren van, bijvoorbeeld, auto's.
Vroeger herkende men een monteur aan zijn blauwe overall. Tegenwoordig is de werkkleding van monteurs diverser.

## Opleiding
Monteur kan men worden met vele verschillende opleidingen, in Nederland van praktijkonderwijs tot hoger beroepsonderwijs. Vrij gebruikelijk is een route die begint op het vmbo en het mbo. Daarmee kan men ook instromen in het hbo, waar de route via het vwo wat gebruikelijker is. Iemand die wat verder is in het beroep wordt ook wel aangeduid als "technicus" of "engineer".

## Externe link

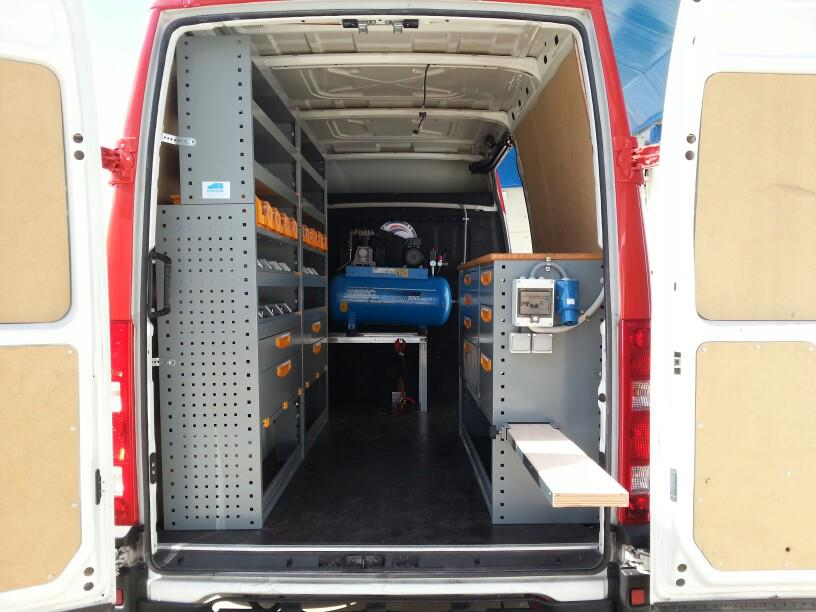
Auto voor een monteur in buitendienst: links ruimte voor onderdelen, voorin een compressor voor perslucht, bij de deur een uitschuifbare plank die als werkbank kan dienen.